# Ружино (село)
Не следует путать со станцией Ружино.
Ру́жино — село в Лесозаводском городском округе Приморского края России.

## География
Село находится на автотрассе «Уссури» (между сёлами Тамга (на север) и Лесное (на юг)), на расстоянии 10 км (по прямой) к северо-востоку от города Лесозаводск, административного центра округа.

## История
Село основано в 1900 году украинскими переселенцами родом из местечка Ружин Киевской губернии.

## Население
| 1915 | 2002 | 2007 | 2010 |
| ---- | ---- | ---- | ---- |
| 824  | ↘683 | ↘621 | ↘563 |

## Улицы
| - ул. Луговая, - пер. Первомайский, - ул. Советская, | - пер. Советский, - ул. Совхозная, - ул. Степанчука. |

## Экономика
Жители занимаются сельским хозяйством.

## Транспорт
Ближайшая железнодорожная станция Ружино Дальневосточной железной дороги находится в городе Лесозаводск.

## Известные уроженцы
- Сергеев, Валерий Николаевич (род. 1938) — советский и российский военачальник, вице-адмирал, полный кавалер ордена «За службу Родине в Вооруженных Силах СССР».